# Stop in the Name of Love (televisieprogramma)
Stop in the Name of Love is een televisieprogramma dat wordt uitgezonden door de Nederlandse omroep BNN. Presentatrice Nicolette Kluijver gaat samen met vijftien vrijgezelle vrouwen uit de Randstad naar het platteland, waar de deelneemsters hun droomman hopen te vinden. Elke week wordt gestopt bij een dorp, hier hebben de dames verschillende dates met de mannen die ze leuk vinden. Als ze een leuke man vinden dan blijven ze in het dorp. Zo niet, dan stappen ze weer op de bus en gaan ze door naar het volgende dorp.